# Algiers (альбом Calexico)
| Совокупная оценка    | Совокупная оценка |
| Источник             | Оценка            |
| -------------------- | ----------------- |
| Metacritic           | 76/100            |
| Оценки критиков      |                   |
| Источник             | Оценка            |
| AllMusic             | [ 1 ]             |
| The A.V. Club        | A−                |
| Blurt                | [ 4 ]             |
| Clash Music          | [ 5 ]             |
| Consequence of Sound | [ 6 ]             |
| The Independent      | [ 7 ]             |
| Paste                | [ 8 ]             |
| Pitchfork            | [ 9 ]             |
| Under the Radar      | [ 10 ]            |

Algiers — седьмой студийный альбом американской инди-рок/американо-группы Calexico, вышедший 11 сентября 2012 года на лейбле ANTI- Records, дочернем подразделении Epitaph Records. Альбом спродюсировали Джоуи Бёрнс и Джон Конвертино, два основных участника группы и Craig Schumacher.
Название альбома происходит от названия общины Алжир, старейшего пригорода и исторического района Нового Орлеана (Луизиана), где жили многие джазовые музыканты и где и был записан альбом.
В 2012 году альбом получил двойной серебряный сертификат от Ассоциации независимых музыкальных компаний, что свидетельствует о продажах не менее 40 000 копий в Европе.

## Композиции
Calexico намеревались записать продолжение великолепного Carried to Dust 2008 года где-нибудь в Европе, но когда эти планы сорвались, они выбрали самый европейский город Америки, Новый Орлеан. Смена обстановки определённо чувствуется в альбоме Algiers, названном в честь района, в котором они открыли магазин. Хотя Джоуи Бёрнс и Джон Конвертино не стали внезапно вводить в свой репертуар каджун и зайдеко, здесь все равно присутствует богатое рагу (или гумбо?) из звуков. Calexico никогда не бросаются в глаза, и их дань уважения Big Easy не является ни грандиозной, ни простой; вместо этого они включают тонкие намёки на богатое музыкальное наследие города в свой собственный отличительный стиль. В Algiers есть песни, в которых мелодии педальной слайд-гитары отсылают к «The House of the Rising Sun»; Конвертино подчёркивает джазовую сторону своих грозных перкуссионных способностей; а «No Te Vayas» — это дань латинским и джазовым музыкальным корням Нового Орлеана. Большие медные и ударные в «Splitter» делают её громче, чем все последние альбомы группы вместе взятые; «Sinner in the Sea» поражает смешением блюза и латинских ритмов, впервые за долгое время голос Бёрнса поднялся выше шёпотного воркования; а горькое, но неоднозначное прощание с возлюбленным в «Maybe on Monday», возможно, и не является настоящей убийственной балладой, но имеет острый укус таковой. Однако группа по-прежнему работает в основном с тенями и эхом, и в Algiers их предостаточно. «Puerto» и заглавный трек словно вошли в каталог Calexico тех давних времён, сингл «Para» демонстрирует их жуткую, гипнотическую сторону, а милый американо-поп «Fortune Teller» и «Hush» напоминает о фолковых идиллиях Garden Ruin.

## Отзывы
Альбом получил положительные отзывы музыкальных критиков.
Хизер Фарес из AllMusic отметил уместную и драматичную дань латинским и джазовым музыкальным корням Нового Орлеана. На этот раз, однако, отношение Calexico, хотя и не совсем бурное, гораздо менее изученное и сдержанное, чем в последние годы, что привело к более приземлённому набору песен, чем те, которые они исполняли уже довольно давно. И хотя эти истории о людях, пытающихся убежать от своего прошлого, не столь шедевральны, как Carried to Dust, в Algiers есть несколько отличных песен и жизненная сила, которую Calexico следует постараться сохранить в будущем".

## Список композиций
| №   | Название                                        | Длительность |
| --- | ----------------------------------------------- | ------------ |
| 1.  | «Epic»                                          | 4:14         |
| 2.  | «Splitter»                                      | 3:30         |
| 3.  | «Sinner in the Sea»                             | 4:14         |
| 4.  | «Fortune Teller»                                | 3:57         |
| 5.  | «Para»                                          | 3:53         |
| 6.  | «Algiers»                                       | 3:42         |
| 7.  | «Maybe on Monday»                               | 3:37         |
| 8.  | «Puerto»                                        | 4:23         |
| 9.  | «Better and Better»                             | 2:33         |
| 10. | «No Te Vayas»                                   | 4:15         |
| 11. | «Hush»                                          | 4:22         |
| 12. | «The Vanishing Mind»                            | 3:54         |
| 13. | «Dead Moon (deluxe edition bonus track)»        | 3:37         |
| 14. | «Mi Maquina (deluxe edition bonus track)»       | 3:09         |
| 15. | «Ghost of a River (deluxe edition bonus track)» | 3:57         |

## Чарты
| Чарт                                  | Высшая позиция |
| ------------------------------------- | -------------- |
| Великобритания (UK Albums, OCC)       | 60             |
| США Billboard 200                     | 72             |
| США Top Rock Albums (Billboard)       | 30             |
| США Alternative Albums (Billboard)    | 19             |
| США Americana/Folk Albums (Billboard) | 6              |
| США Independent Albums (Billboard)    | 19             |
| США Tastemakers (Billboard)           | 8              |